# (73363) 2002 KG6
2002 كي جي 6 (ويعرف أيضًا باسم (73363) 2002 كي جي 6 وفق تسمية الكوكب الصغير) (بالإنجليزية: 2002 KG6)‏ هو كويكب ضمن حزام الكويكبات؛ وترتيبه 73363 من حيث الاكتشاف.
اكتُشف هذا الجُرم الفلكي بواسطة تعقب الأجرام القريبة من الأرض في 27 مايو 2002.

## وصلات خارجية
- (73363) 2002 KG6 في قاعدة بيانات مختبر الدفع النفاث لأجرام النظام الشمسي الصغيرة

- الاكتشاف · مخطط المدار ·  العناصر المدارية · المعلمات المادية

- (73363) 2002 KG6 على موقع ويكي سكاي: DSS2, SDSS, GALEX, IRAS, Hydrogen α, X-Ray, Astrophoto, Sky Map, Articles and images